# Liu Xinwu
Pour les articles homonymes, voir Liu.
Dans ce nom chinois, le nom de famille, Liu, précède le nom personnel.
Liu Xinwu (chinois : 刘心武 ; pinyin : Liú Xīnwǔ) est un écrivain chinois né à Chengdu, chef-lieu de la province du Sichuan le 4 juin 1942 ; après avoir passé ses premières années à Chongqing, il a vécu à Pékin qu'il n'a depuis jamais quitté et qu'il prend pour cadre de la plupart de ses récits.
Avec la première de ses œuvres qui le rend célèbre en 1977, Le Professeur principal (班主任, bānzhǔrèn), il annonce ce que les critiques ont appelé la littérature des cicatrices. Ses œuvres ultérieures font de lui un représentant du néo-réalisme, qui s'intéresse aux gens ordinaires et met en scène les laissés-pour-compte d'une société en pleine transformation. Outre de nombreuses nouvelles et des romans, il a écrit des Mémoires, une pièce de théâtre, La Mort de Lao She et des études sur le grand roman classique, Le Rêve dans le pavillon rouge. Son œuvre en langue chinoise a été réunie dans un ouvrage en huit volumes en 1992. 

## Œuvres traduites en français
- Le Talisman, trad. de R. Y. L. Yo, Paris, Éditions You Feng, 2000, 125 p.  (ISBN 2-84279-067-7)
- L’Arbre et la forêt : destins croisés, [« Shu yu lin tong zai »], trad. de Roger Darrobers, Paris, Éditions Bleu de Chine, 2002, 395 p.  (ISBN 2-910884-52-X)[4]
- La Cendrillon du canal, [« Hu cheng he bian de Huiguniang »], trad. de Roger Darrobers, Paris, Éditions Bleu de Chine, 2003, 85 p.  (ISBN 2-910884-62-7)
- Poussière et sueur, [« Chen yu han »], trad. de Roger Darrobers, Paris, Éditions Bleu de Chine, 2003, 113 p.  (ISBN 2-910884-71-6)[4]
- La Mort de Lao She, [«  Lao She zhi si »], trad. de Françoise Naour, Paris, Éditions Bleu de Chine, coll. « Chine en poche », 2004, 59 p.  (ISBN 2-910884-72-4)[5]
- Poisson à face humaine, [« Ren mian yu »], trad. de Roger Darrobers, Paris, Éditions Bleu de Chine, coll. « Chine en poche », 2004, 59 p.  (ISBN 2-910884-83-X)
- La Démone bleue, [«  Lan ye cha »], trad. de Roger Darrobers, Paris, Éditions Bleu de Chine, 2005, 131 p.  (ISBN 2-910884-98-8)
- Dés de poulet façon mégère, [« Po fu ji ding »], trad. de Marie Laureillard, Paris, Éditions Bleu de Chine, 2007, 150 p.  (ISBN 978-2-910884-94-9)
- Je suis né un 4 juin, mémoires, [« Sheng Yu 6 yue 4 ri: Liu Xin wu hui yi lu »] trad. de Roger Darrobers, Paris, Éditions Gallimard, coll. « Bleu de Chine », 2013  (ISBN 978-2-07-013443-4)[6]

## Prix, récompenses et distinctions
- 1985 : prix Mao Dun de littérature pour Bell and Drum Tower (Les tours de la cloche et du tambour)